# Sportverein 1916 Sandhausen 2016-2017
Questa voce raccoglie le informazioni riguardanti lo Sportverein 1916 Sandhausen nelle competizioni ufficiali della stagione calcistica 2016-2017.

## Stagione
Nella stagione 2016-2017 il Sandhausen, allenato da Kenan Koçak, concluse il campionato di 2. Bundesliga al 10º posto. In coppa di Germania il Sandhausen fu eliminato agli ottavi di finale dallo Schalke 04.

## Rosa
| N. |                     | Ruolo | Calciatore        |
| -- | ------------------- | ----- | ----------------- |
| 26 | Germania (bandiera) | P     | Michael Hiegl     |
| 1  | Austria (bandiera)  | P     | Marco Knaller     |
| 33 | Germania (bandiera) | P     | Rick Wulle        |
| 5  | Giamaica (bandiera) | D     | Daniel Gordon     |
| 23 | Germania (bandiera) | D     | Markus Karl       |
| 14 | Germania (bandiera) | D     | Tim Kister        |
| 24 | Germania (bandiera) | D     | Philipp Klingmann |
| 34 | Germania (bandiera) | D     | Tim Knipping      |
| 19 | Kosovo (bandiera)   | D     | Leart Paqarada    |
| 4  | Germania (bandiera) | D     | Damian Roßbach    |
| 27 | Germania (bandiera) | C     | Maximilian Jansen |
| 13 | Polonia (bandiera)  | C     | Jakub Kosecki     |
| 11 | Germania (bandiera) | C     | Moritz Kuhn       |
| 31 | Austria (bandiera)  | C     | Stefan Kulovits   |

| N. |                        | Ruolo | Calciatore          |
| -- | ---------------------- | ----- | ------------------- |
| 6  | Germania (bandiera)    | C     | Denis Linsmayer     |
| 35 | Polonia (bandiera)     | C     | Daniel Łukasik      |
| 30 | Germania (bandiera)    | C     | Thomas Pledl        |
| 21 | Germania (bandiera)    | C     | Manuel Stiefler     |
| 7  | Germania (bandiera)    | C     | Marco Thiede        |
| 22 | Germania (bandiera)    | C     | Korbinian Vollmann  |
| 28 | Germania (bandiera)    | C     | Taner Yalçın        |
| 16 | Germania (bandiera)    | C     | Erik Zenga          |
| 37 | Germania (bandiera)    | A     | Julian Derstroff    |
| 9  | Germania (bandiera)    | A     | Lucas Höler         |
| 10 | Germania (bandiera)    | A     | Richard Sukuta-Pasu |
| 20 | Angola (bandiera)      | A     | José Vunguidica     |
| 8  | Stati Uniti (bandiera) | A     | Andrew Wooten       |

## Organigramma societario
Area tecnica
- Allenatore: Kenan Koçak
- Allenatore in seconda: Gerhard Kleppinger
- Preparatore dei portieri: Daniel Ischdonat
- Preparatori atletici:

## Risultati

### 2. Bundesliga

#### Girone di andata
| Arbitro: | Perl |

|                      |           |                              |
| Vollmann 5’ Karl 12’ | Marcatori | 30’ Bodzek 89’ (aut.) Gordon |

| Arbitro: | Schröder |

|                     |           |  |
| Adler 28’ Köpke 40’ | Marcatori |  |

| Arbitro: | Willenborg |

|            |           |                         |
| Wooten 76’ | Marcatori | 39’ Terodde 65’ Gentner |

| Arbitro: | Rohde |

|                       |           |  |
| Höler 6’ Vollmann 83’ | Marcatori |  |

| Arbitro: | Cortus |

|                         |           |                 |
| Nyman 62’ Hernández 74’ | Marcatori | 90’ Sukuta-Pasu |

| Sandhausen 20 settembre 2016, ore 17:30 CEST 6ª giornata | Sandhausen | 0 – 0 referto | Heidenheim | Hardtwaldstadion (5 198 spett.)\| Arbitro: \| Aarnink \| |
| Arbitro:                                                 | Aarnink    |               |            |                                                          |

| Arbitro: | Willenborg |

|           |           |            |
| Freis 71’ | Marcatori | 90’ Wooten |

| Arbitro: | Perl |

|                      |           |  |
| Wooten 8’ Kister 15’ | Marcatori |  |

| Arbitro: | Gräfe |

|                        |           |                        |
| Hoogland 60’ Wurtz 61’ | Marcatori | 30’ Höler 55’ Knipping |

| Arbitro: | Badstübner |

|                                |           |  |
| Höler 26’ Pledl 45’ Wooten 72’ | Marcatori |  |

| Arbitro: | Heft |

|                |           |  |
| Voglsammer 84’ | Marcatori |  |

| Arbitro: | Kampka |

|                                    |           |                       |
| Derstroff 1’ Gordon 64’ Wooten 73’ | Marcatori | 12’ Olić 43’ Uduokhai |

| Arbitro: | Stark |

|                 |           |                                  |
| Diamantakos 47’ | Marcatori | 60’ (rig.), 74’ Wooten 90’ Höler |

| Arbitro: | Sather |

|  |           |           |
|  | Marcatori | 12’ Kroos |

| Arbitro: | Thomsen |

|                 |           |                                      |
| Burgstaller 82’ | Marcatori | 28’ Wooten 55’ Klingmann 76’ Łukasik |

| Sandhausen 11 dicembre 2016, ore 13:30 CET 16ª giornata | Sandhausen | 0 – 0 referto | Kickers Würzburg | Hardtwaldstadion (4 737 spett.)\| Arbitro: \| Alt \| |
| Arbitro:                                                | Alt        |               |                  |                                                      |

| Hannover 18 dicembre 2016, ore 13:30 CET 17ª giornata | Hannover 96 | 0 – 0 referto | Sandhausen | HDI-Arena (30 296 spett.)\| Arbitro: \| Dingert \| |
| Arbitro:                                              | Dingert     |               |            |                                                    |

#### Girone di ritorno
| Arbitro: | Koslowski |

|  |           |                                  |
|  | Marcatori | 14’ Höler 75’ Pledl 86’ Knipping |

| Arbitro: | Günsch |

|                               |           |  |
| Tiffert 50’ (aut.) Wooten 76’ | Marcatori |  |

| Arbitro: | Rohde |

|                         |           |                 |
| Terodde 45’ (rig.), 85’ | Marcatori | 61’ Sukuta-Pasu |

| Arbitro: | Aarnink |

|                             |           |  |
| Zoua 26’ Gaus 34’ Osawe 78’ | Marcatori |  |

| Arbitro: | Storks |

|  |           |            |
|  | Marcatori | 71’ Boland |

| Arbitro: | Dietz |

|                                  |           |                          |
| Feick 45’ Schnatterer 66’ (rig.) | Marcatori | 2’ Kosecki 27’ Linsmayer |

| Arbitro: | Gerach |

|          |           |            |
| Kuhn 14’ | Marcatori | 88’ Dursun |

| Arbitro: | Dankert |

|                     |           |  |
| Berko 28’ Heise 79’ | Marcatori |  |

| Sandhausen 1º aprile 2017, ore 13:00 CEST 26ª giornata | Sandhausen | 0 – 0 referto | Bochum | Hardtwaldstadion (5 465 spett.)\| Arbitro: \| Jablonski \| |
| Arbitro:                                               | Jablonski  |               |        |                                                            |

| Amburgo 4 aprile 2017, ore 17:30 CEST 27ª giornata | St. Pauli  | 0 – 0 referto | Sandhausen | Millerntor-Stadion (29 085 spett.)\| Arbitro: \| Badstübner \| |
| Arbitro:                                           | Badstübner |               |            |                                                                |

| Arbitro: | Thomsen |

|          |           |                                       |
| Karl 90’ | Marcatori | 17’ (rig.), 55’ Voglsammer 75’ Börner |

| Arbitro: | Siewer |

|           |           |          |
| Bülow 45’ | Marcatori | 82’ Karl |

| Arbitro: | Winkmann |

|                                     |           |  |
| Sukuta-Pasu 17’, 68’, 90’ Pledl 33’ | Marcatori |  |

| Arbitro: | Jablonski |

|                          |           |           |
| Hosiner 33’ Kreilach 54’ | Marcatori | 76’ Höler |

| Arbitro: | Heft |

|  |           |            |
|  | Marcatori | 70’ Sabiri |

| Arbitro: | Gräfe |

|  |           |              |
|  | Marcatori | 20’ Vollmann |

| Arbitro: | Cortus |

|           |           |            |
| Pledl 57’ | Marcatori | 60’ Hübner |

### Coppa di Germania
| Arbitro: | Petersen |

|            |           |                                   |
| Michel 50’ | Marcatori | 18’ (rig.) Sukuta-Pasu 90’ Kister |

| Arbitro: | Stieler |

|                                                |                      |                                                  |
| Dæhli 21’ Grifo 76’ Petersen 82’ (rig.)        | Marcatori            | 39’ Kister 53’ Wooten 64’ Sukuta-Pasu            |
| Petersen Günter Torrejón Grifo Philipp Haberer | Tiri di rigore 3 – 4 | Roßbach Sukuta-Pasu Kister Pledl Karl Vunguidica |

| Arbitro: | Brand |

|            |           |                                                    |
| Wooten 64’ | Marcatori | 38’ Schöpf 43’ Caligiuri 45’ Naldo 71’ Konopljanka |

## Statistiche

### Statistiche di squadra
| Competizione      | Punti | In casa | In casa | In casa | In casa | In casa | In casa | In trasferta | In trasferta | In trasferta | In trasferta | In trasferta | In trasferta | Totale | Totale | Totale | Totale | Totale | Totale | DR |
| Competizione      | Punti | G       | V       | N       | P       | Gf      | Gs      | G            | V            | N            | P            | Gf           | Gs           | G      | V      | N      | P      | Gf     | Gs     | DR |
| ----------------- | ----- | ------- | ------- | ------- | ------- | ------- | ------- | ------------ | ------------ | ------------ | ------------ | ------------ | ------------ | ------ | ------ | ------ | ------ | ------ | ------ | -- |
| 2. Bundesliga     | 42    | 17      | 6       | 6       | 5       | 22      | 14      | 17           | 4            | 6            | 7            | 19           | 22           | 34     | 10     | 12     | 12     | 41     | 36     | +5 |
| Coppa di Germania | -     | 1       | 0       | 0       | 1       | 1       | 4       | 2            | 1            | 1            | 0            | 5            | 4            | 3      | 1      | 1      | 1      | 6      | 8      | -2 |
| Totale            | -     | 18      | 6       | 6       | 6       | 23      | 18      | 19           | 5            | 7            | 7            | 24           | 26           | 37     | 11     | 13     | 13     | 47     | 44     | +3 |

### Andamento in campionato
| Giornata  | 1 | 2  | 3  | 4  | 5  | 6  | 7  | 8  | 9  | 10 | 11 | 12 | 13 | 14 | 15 | 16 | 17 | 18 | 19 | 20 | 21 | 22 | 23 | 24 | 25 | 26 | 27 | 28 | 29 | 30 | 31 | 32 | 33 | 34 |
| --------- | - | -- | -- | -- | -- | -- | -- | -- | -- | -- | -- | -- | -- | -- | -- | -- | -- | -- | -- | -- | -- | -- | -- | -- | -- | -- | -- | -- | -- | -- | -- | -- | -- | -- |
| Luogo     | C | T  | C  | C  | T  | C  | T  | C  | T  | C  | T  | C  | T  | C  | T  | C  | T  | T  | C  | T  | T  | C  | T  | C  | T  | C  | T  | C  | T  | C  | T  | C  | T  | C  |
| Risultato | N | P  | P  | V  | P  | N  | N  | V  | N  | V  | P  | V  | V  | P  | V  | N  | N  | V  | V  | P  | P  | P  | N  | N  | P  | N  | N  | P  | N  | V  | P  | P  | V  | N  |
| Posizione | 7 | 16 | 17 | 12 | 13 | 13 | 14 | 10 | 12 | 9  | 11 | 10 | 9  | 9  | 9  | 9  | 10 | 8  | 6  | 7  | 7  | 7  | 8  | 8  | 9  | 9  | 9  | 9  | 10 | 9  | 10 | 11 | 11 | 10 |

Legenda:

Luogo: C = Casa; T = Trasferta. Risultato: V = Vittoria; N = Pareggio; P = Sconfitta.

### Statistiche dei giocatori
| Giocatore      | 2. Bundesliga | 2. Bundesliga | 2. Bundesliga | 2. Bundesliga | Coppa di Germania | Coppa di Germania | Coppa di Germania | Coppa di Germania | Totale   | Totale | Totale      | Totale     |
| Giocatore      | Presenze      | Reti          | Ammonizioni   | Espulsioni    | Presenze          | Reti              | Ammonizioni       | Espulsioni        | Presenze | Reti   | Ammonizioni | Espulsioni |
| -------------- | ------------- | ------------- | ------------- | ------------- | ----------------- | ----------------- | ----------------- | ----------------- | -------- | ------ | ----------- | ---------- |
| M. Hiegl       | -             | -             | -             | -             | -                 | -                 | -                 | -                 | -        | -      | -           | -          |
| M. Knaller     | 32            | 0             | 2             | 0             | 3                 | 0                 | 0                 | 0                 | 35       | 0      | 2           | 0          |
| R. Wulle       | 2             | 0             | 0             | 0             | -                 | -                 | -                 | -                 | 2        | 0      | 0           | 0          |
| D. Gordon      | 26            | 1             | 4             | 0             | -                 | -                 | -                 | -                 | 26       | 1      | 4           | 0          |
| M. Karl        | 25            | 3             | 3             | 0             | 2                 | 0                 | 0                 | 0                 | 27       | 3      | 3           | 0          |
| T. Kister      | 25            | 1             | 6             | 1             | 3                 | 2                 | 0                 | 0                 | 28       | 3      | 6           | 1          |
| P. Klingmann   | 30            | 1             | 10            | 0             | 3                 | 0                 | 0                 | 0                 | 33       | 1      | 10          | 0          |
| T. Knipping    | 18            | 2             | 4             | 0             | 3                 | 0                 | 0                 | 0                 | 21       | 2      | 4           | 0          |
| L. Paqarada    | 18            | 0             | 2             | 0             | 1                 | 0                 | 0                 | 0                 | 19       | 0      | 2           | 0          |
| D. Roßbach     | 19            | 0             | 4             | 1             | 2                 | 0                 | 0                 | 0                 | 21       | 0      | 4           | 1          |
| M. Jansen      | -             | -             | -             | -             | -                 | -                 | -                 | -                 | -        | -      | -           | -          |
| J. Kosecki     | 20            | 1             | 4             | 0             | 2                 | 0                 | 0                 | 0                 | 22       | 1      | 4           | 0          |
| M. Kuhn        | 19            | 1             | 0             | 0             | 1                 | 0                 | 0                 | 0                 | 20       | 1      | 0           | 0          |
| S. Kulovits    | 29            | 0             | 9             | 1             | 3                 | 0                 | 1                 | 0                 | 32       | 0      | 10          | 1          |
| D. Linsmayer   | 31            | 1             | 6             | 0             | 2                 | 0                 | 1                 | 0                 | 33       | 1      | 7           | 0          |
| D. Łukasik     | 19            | 1             | 1             | 1             | 2                 | 0                 | 0                 | 0                 | 21       | 1      | 1           | 1          |
| T. Pledl       | 32            | 4             | 6             | 0             | 3                 | 0                 | 1                 | 0                 | 35       | 4      | 7           | 0          |
| M. Stiefler    | 9             | 0             | 1             | 0             | -                 | -                 | -                 | -                 | 9        | 0      | 1           | 0          |
| M. Thiede      | 5             | 0             | 0             | 0             | -                 | -                 | -                 | -                 | 5        | 0      | 0           | 0          |
| K. Vollmann    | 17            | 3             | 3             | 0             | 2                 | 0                 | 0                 | 0                 | 19       | 3      | 3           | 0          |
| T. Yalçın      | 1             | 0             | 0             | 0             | -                 | -                 | -                 | -                 | 1        | 0      | 0           | 0          |
| E. Zenga       | -             | -             | -             | -             | -                 | -                 | -                 | -                 | -        | -      | -           | -          |
| J. Derstroff   | 10            | 1             | 1             | 0             | -                 | -                 | -                 | -                 | 10       | 1      | 1           | 0          |
| L. Höler       | 32            | 6             | 6             | 0             | 2                 | 0                 | 1                 | 0                 | 34       | 6      | 7           | 0          |
| R. Sukuta-Pasu | 25            | 5             | 1             | 0             | 3                 | 2                 | 0                 | 0                 | 28       | 7      | 1           | 0          |
| J. Vunguidica  | 8             | 0             | 1             | 0             | 2                 | 0                 | 0                 | 0                 | 10       | 0      | 1           | 0          |
| A. Wooten      | 23            | 9             | 1             | 0             | 3                 | 2                 | 1                 | 0                 | 26       | 11     | 2           | 0          |
| S. Zellner     | 1             | 0             | 0             | 0             | -                 | -                 | -                 | -                 | 1        | 0      | 0           | 0          |